# Austrolimnophila (Austrolimnophila) comantis
Austrolimnophila (Austrolimnophila) comantis is een tweevleugelige uit de familie steltmuggen (Limoniidae). De soort komt voor in het Neotropisch gebied.